# Cladostreptus interruptus
Cladostreptus interruptus är en mångfotingart som först beskrevs av Henri W. Brölemann 1902.  Cladostreptus interruptus ingår i släktet Cladostreptus och familjen Spirostreptidae. Inga underarter finns listade i Catalogue of Life.